# Akron (Colorado)
Akron egy város az USA-ban, Colorado államban. Washington megye központja. Lakosainak száma 1757 fő (2020. április 1.).

## Népesség
A település népességének változása:

| 2010 | 1 702 |
| 2020 | 1 757 |